# Les Estables
Les Estables település Franciaországban, Haute-Loire megyében. Lakosainak száma 318 fő (2022. január 1.). Les Estables Le Béage, Borée, La Rochette, Chaudeyrolles, Freycenet-la-Cuche, Freycenet-la-Tour, Moudeyres és Saint-Front községekkel határos.

## Népesség
A település népességének változása:
| Lakosok száma | 526  | 350  | 312  | 355  | 335  | 332  | 333  | 324  | 319  | 318  |
|               | 1968 | 1982 | 1990 | 2006 | 2013 | 2015 | 2017 | 2019 | 2020 | 2022 |